# Begrebshistorie
| Portal | Portal:Historie |

Begrebshistorie er en tilgang til historiefaget, der benytter sproganalyse til at undersøge fortidige samfundsforhold og samfundsforandring. Begrebshistorien tager udgangspunkt i den kendsgerning, at man ikke kan studere fortiden udenom fortidens sprog. Historiske studier handler derfor for begrebshistorikere om at undersøge ords fortidige betydning og deres betydningsforandring over tid. Den begrebshistoriske disciplin kendes først og fremmest fra den tyske historiker Reinhart Koselleck, der var medredaktør af leksikonet Geschichtliche Grundbegriffe. I leksikonet behandles 109 såkaldte historiske grundbegreber, idet det undersøges, hvordan de har ændret betydning i perioden fra antikken til det moderne samfund. Kosellecks begrebshistorie har i praksis bygget på den antagelse, at man kan analysere fortidige samfundsforhold ved at fokusere på intellektuelle skribenters brug og behandling af ét, centralt grundbegreb. Eksempler på grundbegreber er ord som ”samfund”, ”demokrati”, ”familie”, ”arbejde” og ”politik”. Denne form for begrebshistorie er blandt andet blevet kritiseret af den tyske historiker Rolf Reichardt, der i undersøgelser af sproget under den franske revolution har forsøgt at inddrage et bredere kildemateriale.